# 하랄드 블라톤
하랄드 블라톤 고름손(고대 노르드어: Haraldr blátǫnn Gormsson, 덴마크어: Harald Blåtand Gormsen 하랄 블로탄 고름센[*], 영어: Harald Bluetooth, son of Gorm 해럴드 블루투스[*], 935년경 ~ 986년경)은 덴마크와 노르웨이의 국왕이다. 덴마크의 국왕 하랄 1세(덴마크어: Harald I)에 해당한다.
고름 가믈리와 튀라 왕비 사이에 태어난 아들이다. 958년경부터 986년경까지 덴마크 왕으로 군림하였다. 덴마크에 기독교를 도입하였으며 윌란반도와 셸란섬의 대부분을 그의 지배 하에 놓이게 했다. 노르웨이의 왕 하랄드 2세 그라펠드 암살이 이뤄진 뒤 노르웨이 왕위에 오른 하랄드의 재위 시기는 미약하였고, 970년대에 겨우 몇 년 지속되었을 뿐이었다. 일부 사료들에서는 스베인 튜구스케그가 하랄드가 죽기 전에 그를 왕위에서 강제로 폐위시켰다고 전한다.

## 이름

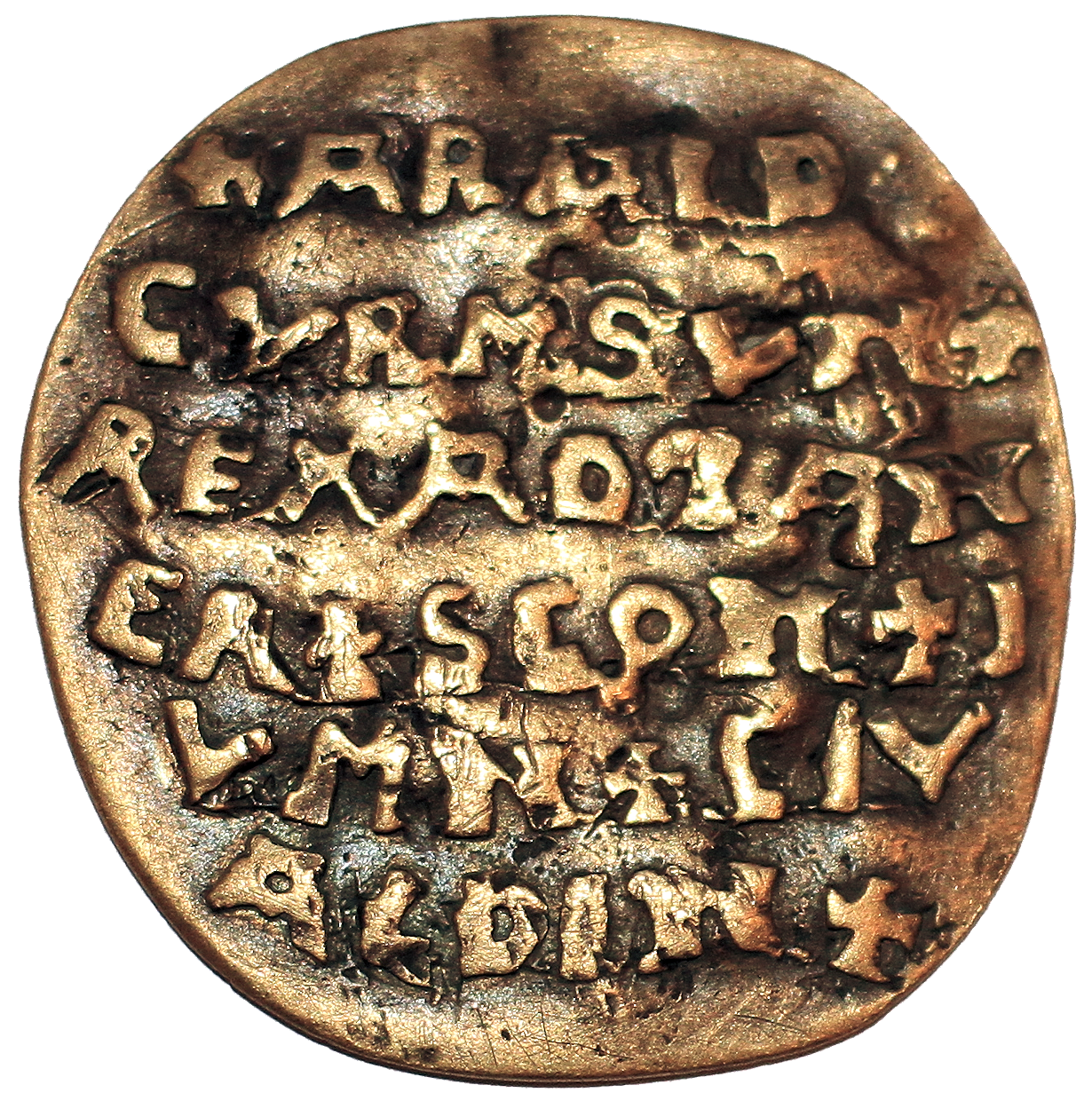
상단에 하랄드(Arald Curmsun)라는 명각이 새겨진 쿠름순 디스크

하랄드의 이름은 옐링 스톤 비문에 룬문자로 '하랄트 : 쿠누크' (ᚼᛅᚱᛅᛚᛏᚱ ᛬ ᚴᚢᚾᚢᚴᛦ)라 새겨져 있다. 일반적인 고대 노르드어에서, 이는 '하랄드 왕'을 의미하는 '하랄드 코눙그'(Haraldr konungr)와 동일하다. 중세 덴마크 연대기들에서 등장하는 라틴어 명칭은 '하랄두스 고르모니스 필리우스'(Haraldus Gormonis filius, 고름의 아들 하랄드)이다.
하랄드(Haraldr 또는 Haralldr)라는 이름(名)은 고대 영어 '히어월드', 그리고 군대를 뜻하는 하리(hari) 그리고 지배를 뜻하는 '발트-'(wald-)에서 비롯한 고대 고지 독일어 '헤리발트'(Heriwald)에 대응한다.
하랄드의 이름은 2014년에 재발견된 (본래 쿠름슨 디스크가 포함된 바이킹의 보물은 바이킹 시대 요새 욤스보르 근방에 있는 포메른의 마을 그로스 베코브의 교회 지하실에서 1841년에 발견된 바 있었다) 이른바 쿠름순 디스크에+ARALD CVRMSVN + REX AD TANER + SCON + JVMN + CIV ALDIN, i.e. "데인족, 스코네, 윰네, 알딘부르크 교구의 왕, 하랄드 고름손".이라고도 새겨져 있다.
하랄드의 별칭인 '푸른 이빨'[블라톤 (고대 노르드어:blátǫnn, 영어:Bluetooth)이 처음으로 기록물에 등장한 것은 또 다른 별칭인 '클라크 하랄드'(Clac Harald)가 같이 등장한 로스킬레 연대기(1440년경)에서이다 . 클라크 하랄드는 할프단의 아들이자 전설상 혹은 반신화적 인물인 하랄드 클라크와 하랄드 블라톤을 융합한 것으로 보인다. 하랄드의 이 별칭은 'Blachtent'로 등장한 바 있고 12세기 말 연대기 중 하나인 'Wilhelmi abbatis regum Danorum genealogia'에서 '푸른 빛 혹은 검은색 치아'(dens lividus vel niger)라 명백히 표현되었다. 이에 대한 전통적 해석은 하랄드가 푸른색 (또는 검은색, 원문 표현인 고대 노르드어 'blár'는 '짙은 남색' 혹은 '검은 색상'을 의미한다).을 띠는 심각하게 나쁜 치아를 갖고 있었다는 것이다.
스코코차가 제시한 또 다른 해석(1997년)은 그가 잉글랜드에서 '블루 테인'(파란 테인 혹은 검은 테인)이라 불렸다는 것이다 (그리고 그 이름이 고대 노르드어로 다시 들어오게 되며, 앵글로색슨어 테인이 탄으로 바뀌었다는 것이다).

## 재위

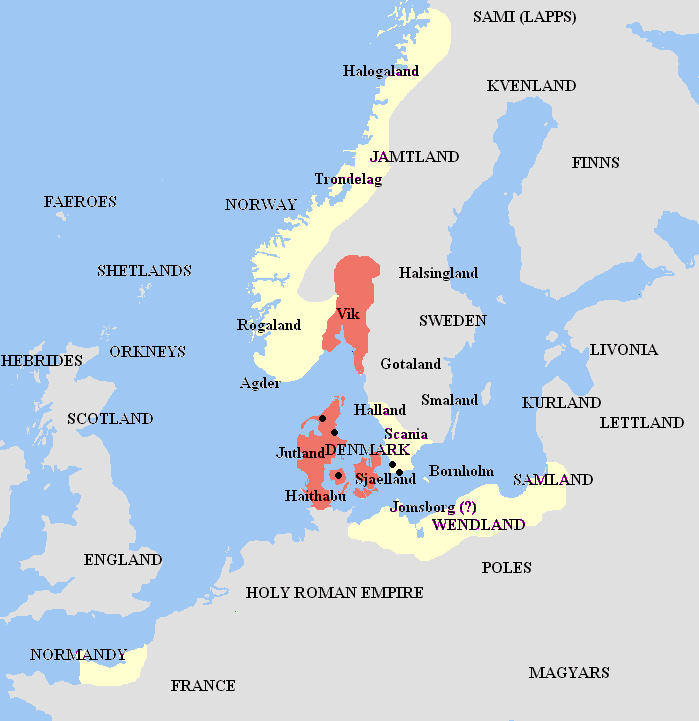
하랄드 왕국 (붉은색)과 그의 봉신 및 동맹 (노란색)

재위 기간에, 하랄드는 옐링 스톤의 룬문자 재건 및 다양한 다른 공공 사업을 주관하였다. 가장 유명한 것으로는 979년 당시 하랄드의 왕국 중심부에 위치했던 아로스 (오르후스) 요새를 강화한 것이었다. 일부는 이 계획들이 그의 왕국과 주요 도시들에 대한 경제와 군사적 장악력을 강화하기 위한 방식이었다고 본다. 원형 요새(트렐레보리)들이 다섯 곳의 전략적 지점에 지어졌고 중심부에 오르후스가 완벽히 위치했으며, 나머지 네 곳은 셸란섬의 트렐레보리, 셸란섬 동부의 보레링 (이 요새의 내부 구조는 아직 건설 완료가 이뤄지지 않았다), 퓐섬의 노네바크켄, 힘메를란 (윌란섬의 북부)의 퓌르카트, 림 협만의 아게르뵤르 등이다. 이 모든 다섯 개 요새들은 "모서리 네 곳으로 통하는 출구들이 있는 완벽한 원형에, 정사각형 패턴으로 설치된 넓은 주택들이 위치한, 네 구역으로 나뉜 마당"같이 유사한 구조로 이뤄졌다. 스코네의 보리에뷔에 위치한 유사한 구조의 여섯 번째 '트렐레보리'는 1000년경의 것으로 추정되고 하랄드 왕이 지은 것으로 보이며 트렐레보리라고 이름 붙여진 두 번째 요새는 오늘날 스웨덴 스코네 지방의 트렐레보리라는 도시 근방에 위치했으나, 그 지어진 시기가 더 오래되어 즉 하랄드 블라톤 재위 이전 시기의 것이다.
그는 라프닝 강가에 스칸디나비아반도 남부에서 가장 오래된 것으로 알려진 다리인, 너비 5-미터 (16 ft)에 길이 760-미터 (2,490 ft)의 라프닝 다리를 건설하였다.
내부 문제를 상당히 정리하고 나서, 그는 국외로 그 힘을 돌렸다. 그는 945년과 963년에 노르망디의 용맹공 리샤르를 도우러 왔고, 한편으로 그의 아들은 자믈란트를 정복하였으며, 노르웨이의 하랄드 2세 그라펠드가 암살된 뒤에는 노르웨이인들을 일시적으로 강제로 지배 하에 두기도 하였다.
북유럽 사가들은 보다 부정적인 관점으로 하랄드에 대해 전한다. 그는 두 차례 욤스비킹 출신의 망명해온 스웨덴 대공 스튀르뵤른 스테르케에 어쩔 수 없이 복종해야만 했는데, 처음은 스튀르뵤른에게 함대와 그의 딸 튀라를 넘겨주면서, 두 번째는 함대와 함께 바로 그 자기 자신이 인질로 잡히면서라고 한다. 스튀르뵤른이 이 함대를 이끌고 스웨덴 왕위를 되찾으러 웁살라에 갔을 때, 하랄드는 퓌리스발라르나 전투에서 스웨덴군과 접촉하는 것을 피하기 위해 충성의 맹세를 깨고 덴마크인들을 이끌고 달아났다고 하였다.
오토 1세가 사망하자, 하랄드는 973년에 작센을 공격하였다. 오토 2세는 974년 하랄드에게 반격을 가하였고, 하이타부, 다네비르케, 그리고 추정상 윌란반도의 대부분을 정복하였다. 하랄드는 오토 2세가 사라센들에게 패했을 때 빼앗긴 영토 일부를 되찾았다.
하랄드의 군대가 974년 다네비르케에서 독일인들에게 패하게 된 결과로 인해, 그는 더 이상 노르웨이에서 지배권을 유지하게 못하게 되었고, 독일인들은 스칸디나비아와 독일 사이의 국경 지대로 되돌아갔다. 독일인들은 오보리테스족 동맹군과 하랄드에게 충성하는 병력에 의해 983년 덴마크에서 축출되었으나, 얼마 안 가 하랄드는 아들인 스베인이 일으킨 반란을 진압하다 전사하였다. 그는 986년에 사망한 것으로 여겨지며, 그럼에도 일부 문헌들은 985년이 그가 죽은 해라고 한다. 브레멘의 아담에 따르면 그는 부상으로 윰네/욤스보르에서 사망했다. 그의 시신은 로스킬레의 삼위일체로 옮겨져 그곳에 묻혔다.
포메른의 그로스베코브 (1945년 이후로는 비에이코보)에서 발견된 쿠름순 디스크는 그를 "ARALD CVRMSVN" (하랄드 고름손)이라 칭하며, 라틴어 축약형으로 '데인족, 스코네, 욤스보르, 알딘부르크의 왕"이라 새겨져 있다. 이를 근거로, 스웨덴 고고학자 스벤 로스보른은 하랄드가 현재는 폴란드에 있는 욤스보르 근처에 있는 삼위일체 교회에 묻혀있다고 주장하였다.
1835년부터 1977년까지, 하랄드가 하랄드스케 여인의 사형 명령을 내렸다고 오해를 했었으며, 하랄드스케 여인은 방사성 탄소 연대 측정 전까지는 군힐드 코눙가모디르라고 생각되었다가 다른 이로 판정되었다.
대량의 금붙이 무더기 발견물인 히덴제 보물이 발트해에 있는 독일의 히덴제섬에서 1873년에 발견되었다. 이 발견물들은 하랄드 가문의 것으로 여겨진다.
하랄드는 덴마크에 최초로 전국에 통용되는 주화를 도입하였다.

## 기독교 개종
하랄드 블라톤의 기독교 개종은 역사상의 논쟁 거리 중 하나이며, 특히 코르베이의 비두킨트와 브레멘의 아담 같은 중세의 저술가들이 개종이 어떻게 이루어지게 되었는지에 대한 상반되는 기술을 전하기 때문이었다.
하랄드 왕과 오토 1세 (재위: 962년-973년)의 생애 기간에 글을 남긴 코르베이의 비두킨트는 하랄드가 포파라는 이름의 성직자에게 그리스도에 대한 믿음을 시험해달라는 요청을 받아 불에 달군 무거운 쇳덩어리를 화상 없이 집어든 것을 보고 개종하였다고 전하였다. 12세기의 덴마크 출신 역사가 삭소 그라마티쿠스의 《데인인의 사적》에 따르면, 포포는 하랄드의 아들 스베인 튜구스케그가 세례에 대해서 다시 한번 생각을 하자, 그에게 기적을 행했다고 전한다. 하랄드 그 자신도 신성 로마 황제 (오토 1세나 오토 2세)와 평화 조약을 맺은 뒤 로마 가톨릭으로 개종했다.
하랄드가 죽은 지 100년 뒤에 써 1076년에 완성한 브레멘의 아담의 '함부르크-브레멘 대주교들의 역사서'는 전투에서 패한 뒤 하랄드가 오토 1세를 통해 강제로 개종되었다고 설명한다. 하지만, 비두킨트는 하랄드 와 같은 시기에 쓴 '작센의 연대기'에서는 이 사건을 언급하지 않는다. 대략 250년 뒤에 쓰인, '헤임스크링글라'는 하랄드가 오토 2세 (재위: 973년-983년)에 의해 호콘 백작과 같이 개종되었다고 전한다.
포파라는 이름의 한 성직자가 스웨덴의 에리크와 관련하여 브레멘의 아담의 역사서에도 등장하는데, 에리크는 덴마크를 정복했을 것으로 보는 인물이다 (스베인 튜구스케그 왕국 시절에 에리크가 덴마크를 정복했다는 것에 대해 삭소는 스베인의 배교에 대한 징벌이라 설명한다). 이 이외에 포포 혹은 포파의 기적 그리고 하랄드의 세례에 관한 알려지지 이야기 역시도 덴마크의 Tamdrup 교회에 있는 금박 입힌 제단 장식에 묘사되어 있기도 하다 (게시물 상단 이미지 참조). 이 제단 자체는 1200년경의 것으로 추정한다. 오토 1세와 하랄드에 관한 브레멘의 아담에 대한 주장은 함부르크-브레멘 대주교들의 덴마크 (그리고 스칸디나비아의 나머지)에 대해 관할권을 주장하기 위한 역사적 사유를 만들어내기 위한 시도에서 영향을 받은 것으로 보이며, 1070년대에 덴마크 왕이 로마에 있었고 덴마크에 자체적인 대주교를 두기 위한 요청을 했으며, 하랄드의 개종 (그리고 그와 대부를 오토로 두었다고 하는 아들인 스베인의 세례)에 대한 아담의 기술은 "그 당시 거주자들이 윌란이라 부르던 덴마크의 바닷가 지역이 세 개 교구로 나뉘어 있었고 함부르크 주교구 관할 하에 있었다"라고 하는 불명확한 주장을 따른 것이다.
위에서 언급했듯이, 하랄드의 아버지 고름 가믈리가 958년에 사망하였고, 전통 관습에 따라 많은 부장품들을 담은 봉분에 묻혔었다. 이 봉분 자체는 기원전 500년경의 것이었으나, 하랄드는 보다 더 높이 봉분을 쌓아올렸고, 남쪽에는 두 번째 봉분을 더했다. 봉분 시설은 10세기에 들어 새롭게 부활한 방식이었는데, 덴마크의 남쪽 이웃들인 독일인들한테서 퍼지고 있던 기독교적 관습에 맞서 오랜 전통들에 호소하려는 것으로 이해할 수 있다.

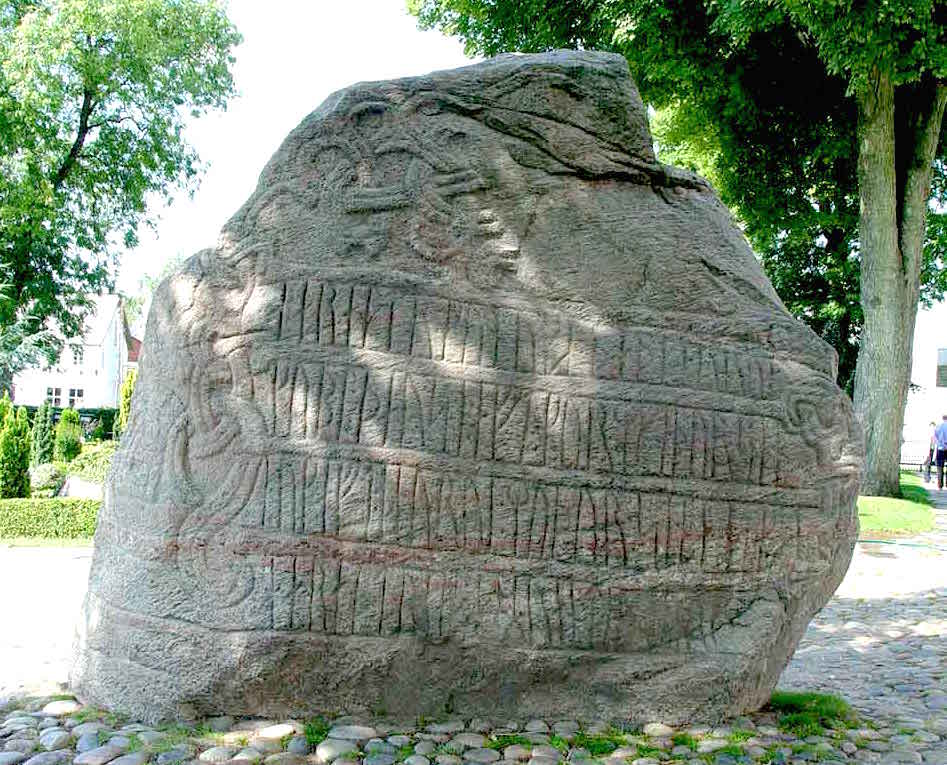
하랄드에 관한 글귀를 보여주는 옐링 스톤

개종 이후인 960년대경, 하랄드는 아버지의 시신을 현재는 비어있는 봉분 옆의 교회에 재매장하였다.
그는 부모를 기리기 위한 엘링 스톤들을 세웠다. 하랄드 블라톤의 생애는 옐링 스톤들에서 룬문자로 요약되어 있다:
하랄드 왕은 아버지인 고름 그리고 어머니인 튀라에 관한 이 기념물을 지으라 명했다. 하랄드는 덴마크와 노르웨이 전역을 차지했고 데인족들을 기독교로 이끌었다.

하랄드는 의심의 여지 없이 그 당시에는 기독교인이었고 그 성장에도 기여를 했으나, 덴마크와 노르웨이에는 제한적인 성공을 거뒀다.

## 혼인과 자녀
배우자:
1. 군힐트
2. 토라 (토바): 970년에 미스티비르의 딸로 태어났으며, 어머니에 대한 내용을 다룬 쇤데르 비싱 룬석을 세웠다.
3. 그뤼드 올라프스도티르

자녀:
- 덴마크의 튀라: 스튀르뵤른 스테르케와 혼인했다.
- 스베인 튜구스케그: 960년경에 태어났다. 일반적으로 하랄드와 군힐트 사이의 자녀라고 하나, 일부 옛 사가들에선 그가 사생아라고 한다.
- 호콘. 961(?)년경 출생.
- 군힐데: 데번셔의 야를이자 올더먼인 팔리그와 혼인했다. 1002년 11월에 일어난 성 브릭시오 축일의 학살 당시에 부부가 죽은 것으로 본다.

## 블루투스 기술

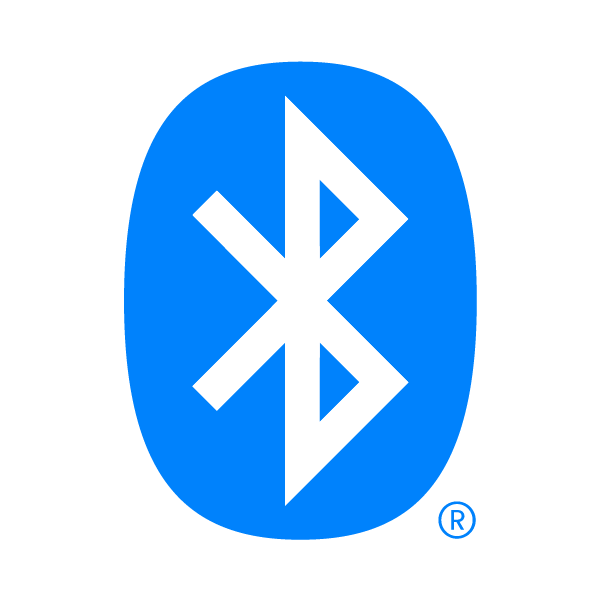
블루투스 로고

블루투스는 블루투스 기술이 마치 하랄드 블라톤이 덴마크의 부족들을 단일 왕국으로 통일하였듯 기계 장치들을 통일시켜 줄 것이라는 유사점을 근거로 1997년에 하랄드 왕의 이름을 따 명명되었다. 블루투스 로고는 하랄드의 이니셜인 H (ᚼ)와 B (ᛒ)에 대한 소 푸타르크로 된 혼합 룬문자로 이뤄져 있다.

## 참조
1. ↑  As set forth in Heimskringla, Knytlinga Saga, and other medieval Scandinavian sources.